# برلی‌نا
برلی‌نا (به انگلیسی: Barli Na) یک منطقهٔ مسکونی در پاکستان است که در اسلام‌آباد واقع شده‌است. برلی‌نا ۴۵۲ متر بالاتر از سطح دریا واقع شده‌است.